# Gibraltar United Football Club
El Gibraltar United fue un club de fútbol de Gibraltar. Fue fundado en 1943 y desapareció en 2019.

## Historia
Gibraltar United F. C. fue fundado el 6 de abril de 1943 por un grupo de amigos y exjugadores de un club local llamado Wanderers.
En 2011 Gibraltar United unió sus fuerzas con el club local Lions F. C., Para formar el Gibraltar Lions F. C. que llegó a jugar en Primera División. En 2014 el club anunció su reforma como un club independiente y jugó en la segunda división de la Liga de Fútbol de Gibraltar, una vez más en la temporada 2014/15.

### Temporada 2016-17
En esta temporada el club estará jugando en la Premier League Gibraltareña por segundo año consecutivo después de su ascenso en 2015.
El 4 de abril de 2017, se confirma el fichaje del exfutbolista Michel Salgado como parte del equipo comprador del club.

## Palmarés
- Gibraltar Football League (11): 1947, 1948, 1949, 1950, 1951, 1954, 1960, 1962, 1964, 1965, 2002
- Segunda División de Gibraltar(1): 2014-15
- Rock Cup (4): 1947, 1999, 2000, 2001

## Fútbol sala
En la temporada 2015-16 el club jugó en la División 4 de Gibraltar donde terminó 1.º consiguió ascender.